# Tactical High Energy Laser
El láser táctico de alta energía (en inglés: Tactical High Energy Lase, THEL), también conocido como sistema láser Nautilus, es un láser para uso militar desarrollado en conjunto por Estados Unidos e Israel. También cuenta con una versión móvil (en inglés: Mobile Tactical High-Energy Laser, MTHEL). El proyecto fue suspendido en 2006 después de que Israel redujera su inversión en el sistema, enfocando su atención en el desarrollo de un sistema alternativo más potente y estable —el Rayo de Hierro— basado en láser de fibra (láser de estado sólido), contrariamente al láser químico usado por el Nautilus.

## Historia
El 18 de julio de 1996, Estados Unidos e Israel entraron en un acuerdo para producir un THEL cooperativo conocido como el Demonstrator ('el Manifestante') que utilizaría un láser de fluoruro de deuterio, (tecnología química láser). El primero entre los cuatro contratistas en adjudicar el proyecto el 30 de septiembre de 1996 es Northrop Grumman (anteriormente TRW). THEL llevó a cabo una prueba de disparo en 1998, y las capacidades operativas iniciales fueron planeadas en 1999. Sin embargo, esto fue retrasado significativamente debido a la reorientación del proyecto como una versión portátil, y no como un diseño fijo, llamado Mobile Tactical High Energy Laser (MTHEL). El diseño original con una ubicación fija elimina la mayor parte de restricciones en cuanto al peso, tamaño y potencia, pero no es compatible con la naturaleza dinámica y fluida del combate moderno. El objetivo del inicial MTHEL era una versión móvil del tamaño de tres grandes remolques. Idealmente esto fue reducido al tamaño de un remolque. Sin embargo hacer esto manteniendo las características originales de funcionamiento es difícil. Por otra parte, el gobierno israelí que había venido prestando una importante financiación, bajó su soporte financiero en 2004, posponiendo la fecha de la prueba de capacidades operativas al menos hasta 2010.
En 2000 y 2001 el THEL derribó 28 misiles de artillería Katyusha y 5 proyectiles de artillería.
El 4 de noviembre de 2002, el THEL derribó un proyectil de artillería de entrada. Una versión móvil completó la prueba satisfactoriamente. Durante otra prueba llevada a cabo el 24 de agosto de 2004, el sistema derribó múltiples rondas de mortero. Esta consistía en un escenario real con amenaza de morteros. Los objetivos fueron interceptados y destruidos por el THEL.